# Open and Free Technology Community
Open and Free Technology Community (OFTC) es una red que proporciona servicios IRC a la comunidad del software libre. OFTC cuenta con 32 voluntarios del personal, y con 21 servidores.
La web oficial es http://www.oftc.net/, y el DNS primario es irc.oftc.net.
En los últimos años, varios proyectos de la red freenode han migrado a OFTC, el más importante fue Debian.

## Historia
OFTC fue fundado a finales del 2001 por un grupo de miembros del software libre experimentados. El servicio proporciona un servicio IRC, del mismo modo que también ofrece listas de correo.
OFTC utiliza una versión modificada de Hybrid-IRCD como IRCD. Y, como paquete de servicios, su propia modificación de Hybrid-Services.
- Datos: Q3117350